# ISO 3166-2:SK
ISO 3166-2:SK — стандарт Международной организации по стандартизации, который определяет геокоды. Является подмножеством стандарта ISO 3166-2, относящимся к Словакии.
Стандарт охватывает восемь краёв. Каждый код состоит из двух частей: кода ISO 3166-1 для Словакии — SK и двухсимвольного кода, записанных через дефис.
Дополнительный двухбуквенный код образован созвучно из англоязычных названий краёв.
Геокод являются подмножеством кода домена верхнего уровня — SK, присвоенного Словакии в соответствии со стандартами ISO 3166-1.

## Геокоды первого уровня для Словакии

Геокоды краёв Словакии по стандарту ISO 3166-2:SK

Геокоды 8 краёв административно-территориального деления Словакии. 
| Код   | Административная единица |      |
| ----- | ------------------------ | ---- |
| SK-BC | Банска-Бистрицкий край   | край |
| SK-BL | Братиславский край       | край |
| SK-ZI | Жилинский край           | край |
| SK-KI | Кошицкий край            | край |
| SK-NI | Нитранский край          | край |
| SK-PV | Прешовский край          | край |
| SK-TC | Тренчинский край         | край |
| SK-TA | Трнавский край           | край |

## Геокоды пограничных для Словакии государств
- Чехия — ISO 3166-2:CZ (на северо-западе),
- Польша — ISO 3166-2:PL (на севере),
- Украина — ISO 3166-2:UA (на востоке),
- Венгрия — ISO 3166-2:HU (на юге),
- Австрия — ISO 3166-2:AT (на юго-запад).